# 新井涼平 (陸上選手)
新井 涼平（あらい りょうへい、1991年6月23日 - ）は、日本の陸上競技選手。
専門種目はやり投。2014年仁川アジア大会銀メダリスト。現在日本歴代2位の記録を持っている。
埼玉県秩父郡長瀞町出身。長瀞町立長瀞中学校・埼玉県立皆野高等学校・国士舘大学卒業。スズキアスリートクラブ所属。身長183cm。体重96kg。

## 経歴

### 中学生まで
小学時代はソフトボール、中学時代は野球に打ち込んでいた。

### 高校生・大学生時代
2007年に皆野高校へ進学。グランドホッケー部に入部したが、数ヶ月後に退部。同年9月2日、テレビ放送で見た2007年世界選手権男子やり投金メダルのテロ・ピトカマキの投擲に影響を受け、2学期が始まると陸上競技部へ入部。入部した当初は短距離走や走幅跳にも取り組んでいた。3年時には63m64でインターハイ4位、64m00で国体少年A3位、63m58で日本ジュニア選手権5位という結果を残し、自己ベストは65m00だった。
2010年に国士舘大学へ進学。2年生時に日本選手権で日本歴代8位（当時）の78m21を記録して4位となった。3年時に日本インカレで優勝、4年生時にユニバーシアードで8位に入賞する。大学時代の自己ベストは78m21だった。

### 2014年
2014年からスズキ浜松アスリートクラブに所属。
4月29日の織田記念陸上では日本歴代3位（当時）となる85m68を記録して優勝する。
6月8日の日本選手権でも81m97をマークして同大会初優勝。
10月2日に韓国の仁川で行われたアジア大会では84m42を記録して銀メダルを獲得した。試合後のインタビューでは、「記録的には最低限のことは出来ました」、「まだまだ行けたのに、本当に悔しいです」と語っている。
10月21日の長崎国体では日本歴代2位・アジア歴代4位となる86m83を記録して優勝した。

### 2015年
2015年4月19日の織田記念陸上、5月11日のゴールデングランプリ川崎を腰痛のため欠場。
6月28日の第99回日本選手権では大会新記録となる84m13を記録して優勝、同大会2連覇を達成した。
8月24日、初出場した2015年世界選手権の予選は全体2位の84m66を記録して通過。26日の決勝では2投目に83m07を記録して5位につけていたが、3投目で他選手に抜かれて8位と6cm差の9位となり、入賞はならなかった。このとき新井は「新しい感覚の投げができた。この感覚を極めていきたい。」と語っている。
9月8日のザグレブ国際では77m54を記録して7位、13日のリエティ国際では84m13を記録して2位になった。

### 2016年
2016年5月8日のゴールデングランプリ川崎では84m41を記録して2位。
6月25日、第100回日本選手権で大会記録を更新する84m54で3連覇を達成し、2016年リオデジャネイロオリンピック代表入りが決定した。
リオデジャネイロオリンピックでは、現地時間8月17日の予選で84m16を1投目でマーク、全体4位で決勝へ進出した。20日の決勝では79m47で4投目以降へ進めず、入賞を逃し11位となった。

## 成績

### 主要国際競技会
以下は全てやり投げでの成績。
| 年   | 大会                 | 開催地                     | 成績    | 記録  |
| ---- | -------------------- | -------------------------- | ------- | ----- |
| 2013 | ユニバーシアード     | ロシア・カザン             | 8位     | 75m53 |
| 2014 | 第17回アジア競技大会 | 韓国・仁川                 | 2位     | 84m42 |
| 2015 | 第15回世界選手権大会 | 中国・北京                 | 9位     | 83m07 |
| 2016 | オリンピック         | ブラジル・リオデジャネイロ | 11位    | 79m47 |
| 2017 | 第16回世界選手権大会 | イギリス・ロンドン         | 23位(q) | 77m38 |
| 2018 | 第18回アジア競技大会 | インドネシア・ジャカルタ   | 7位     | 75m24 |

### 年次ベスト
| 年     | 所属         | やり投 | 備考                      |
| ------ | ------------ | ------ | ------------------------- |
| 2007年 | 皆野高校     | 39m70  |                           |
| 2008年 | 皆野高校     | 59m41  |                           |
| 2009年 | 皆野高校     | 65m00  | 埼玉県高校歴代2位（当時） |
| 2010年 | 国士舘大学   | 64m81  |                           |
| 2011年 | 国士舘大学   | 78m21  | 日本歴代8位（当時）       |
| 2012年 | 国士舘大学   | 78m00  |                           |
| 2013年 | 国士舘大学   | 78m19  |                           |
| 2014年 | スズキ浜松AC | 86m83  | 日本歴代2位 長崎国体にて  |
| 2015年 | スズキ浜松AC | 84m66  |                           |
| 2016年 | スズキ浜松AC | 84m54  |                           |
| 2017年 | スズキ浜松AC | 82m13  |                           |

## 人物・エピソード
同じ国士舘大学陸上競技部のOBである円盤投の堤雄司とは学生時代から親交があり、試合での記録でよく勝負していたという。